# Biodiversité de la Guyane
La biodiversité de la Guyane est très importante tant au niveau floristique que faunistique. Aussi, des travaux scientifiques sont menés depuis de nombreuses années pour connaître et protéger cette diversité. En effet, celle-ci est menacée par l'exploitation forestière, le développement urbain et routier, la chasse et l'orpaillage.

## Généralités

### Richesse du vivant

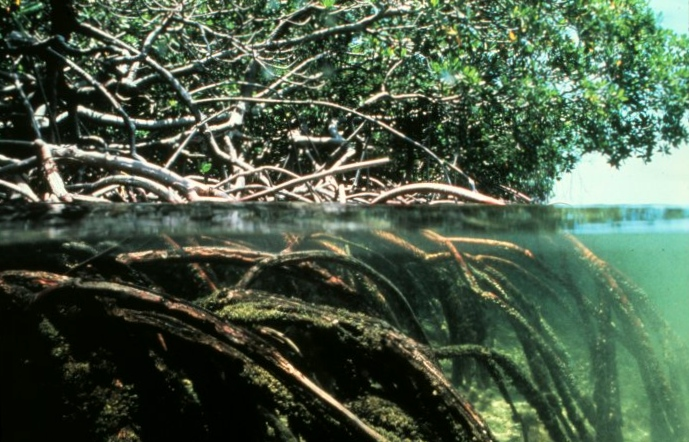
La Mangrove

La forêt tropicale de Guyane s'est paradoxalement épanouie sur un des sols les plus pauvres du monde, pauvre en azote, en potassium, en phosphore et en matières organiques. Pour cette raison, et parce que cette zone a toujours conservé des refuges pour toutes ses espèces lors des périodes sèches ou de glaciation terrestre, cette forêt abrite des écosystèmes uniques qui sont parmi les plus riches et les plus fragiles du monde ; forêts tropicales primaires très anciennes, mangroves, savanes, inselbergs et nombreux types de zones humides.
L'acidité des sols est également à l'origine de cette médiocrité des sols guyanais. Elle contraint les agriculteurs à chauler les champs, et a conduit au mode traditionnel d'agriculture sur brûlis : les cendres participent à l'élévation du pH en plus de l'apport de sels minéraux.
La France d'outre-mer est responsable de la protection d'un très important patrimoine écologique, dont celui de la Guyane qui est exceptionnel au niveau mondial. À titre d'exemple, y sont aujourd'hui recensées :
- 5 500 espèces végétales, dont plus d'un millier d'arbres ( près de 1200 espèces d'arbres[3] contre une petite centaine dans toute l'Europe[4]),
- 684 espèces d'oiseaux, incluant une importante faune rapace (80 % des rapaces connus et encore présents dans les territoires d'outre-mer au début des années 2000[5]).
- 177 espèces de mammifères,
- Plus de 500 espèces de poissons d'eau douce
- 109 espèces d'amphibiens.

Les micro-organismes seraient bien plus nombreux encore, notamment dans le nord qui rivalise avec l'amazonie brésilienne, Bornéo et Sumatra.

### Recherche scientifique
Plusieurs campements permanents du CNRS  et une base située au barrage EDF de Petit-saut permettent l'étude de la biodiversité locale, avec l'ONCFS, l'INRA, le CIRAD, l'IRD, l'ONF, le WWF et des coopérations internationales, mais avec des budgets qui eu égard aux enjeux sont restés très limités. Les conditions de travail sont difficiles, les moyens techniques souvent artisanaux (matériel léger, stages de terrain pour de jeunes scientifiques passionnés mais sous-équipés) les financements restent modestes, ne permettant le travail que de quelques dizaines de scientifiques, souvent temporairement via quelques programmes permanents et des compléments sous forme de sponsoring, de financement de thèses, ou d'études financées par les études obligatoires d'impact de la création du barrage EDF Petit-saut ou de la "transamazonienne" RN2. 
On découvre couramment en Guyane des espèces inconnues de la science, ou qui étaient encore inconnues dans cette partie de l'Amérique du Sud. 
Par exemple, le guide ONF de reconnaissance des arbres de Guyane permet d'en identifier environ 200 espèces, mais il en existe plus de 1000 répertoriées, avec de grandes différences génétiques entre sous-espèces et populations, et on peut trouver jusqu'à près de 300 essences différentes sur un seul hectare, soit bien plus que pour toute l'Europe. Dans les zones les plus riches en biodiversité, un arbre sur deux aurait plus de 700 ans et hormis sur des zones de recolonisation par des essences pionnières, dans le champ de vision d'un observateur, la plupart des arbres appartiennent à des essences différentes. Chaque arbre accueille lui-même des dizaines à centaines d'autres espèces de plantes épiphytes et d'invertébrés... La canopée est d'une extrême richesse et abrite une activité biochimique très élevée.
L'opération "Planète revisitée" lancée par le Muséum et Pro Natura dans le massif du Mitaraka, à la frontière du Brésil et du Suriname n'a duré qu'un mois, mais environ 5 000 espèces nouvelles pourraient avoir été découverte par 50 scientifiques mobilisés, rien qu’à l’occasion de cette expédition
Des moyens aériens commencent à être mobilisés en mer. Le programme Remmoa  de l'observatoire Pélagis (après une première mission datant de 2008) doit - sous l'égide de l’Agence française pour la biodiversité (AFB) - du 4 septembre au 22 octobre 2017 dans les Antilles et en Guyane observer par avion (175 h de vol prévues sur sept territoires marins) recenser les populations de mammifères marins et leurs habitats, et au passage des espèces visibles du ciel comme les raies manta, requins, tortues et grands oiseaux (et des déchets flottants...). Les eaux guyanaises sont souvent très troubles en raison des apports estuariens (de l'Amazone notamment), limitant les informations subaquatiques acquises par avion.

### Protection de la biodiversité
La Guyane française est aujourd'hui la région de France et d'Europe, et l'une des régions du monde, où la forêt est la moins fragmentée par des infrastructures. 
Néanmoins, aux abords des villes et des routes et sur les littoraux (en particulier à l'ouest ainsi que la zone hmong de Cacao), la nature subit la pression humaine et les séquelles d'un développement non soutenable. Des gens s'installent ainsi sur des espaces "libres" et y installent leur abattis sans réel contrôle de la part des autorités. Les administrations se contentent généralement de régulariser des situations illégales au bout de quelques années tandis que les démarches officielles d'acquisition de terrain sont très lentes et contraignantes (on parle par exemple du cas extrême de dossiers déposés au début des années 1970 qui sont sur le point d'aboutir en 2007 alors que les demandeurs sont déjà morts).

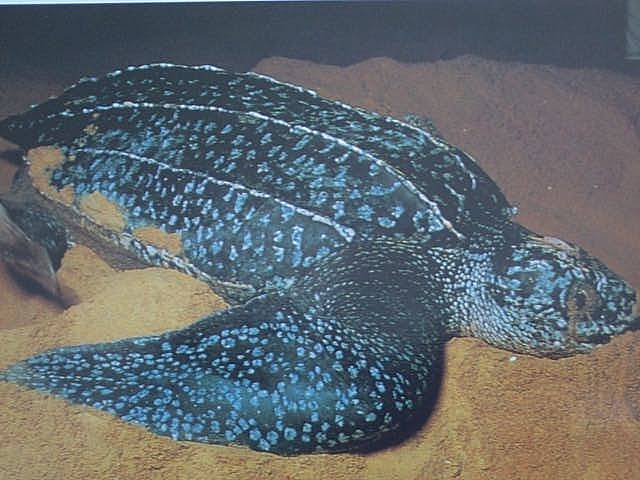
Tortue Luth

Par exemple, la réserve naturelle de l'Amana en Guyane est censée permettre la protection du plus important site de ponte de tortues Luth au monde, mais de nombreuses tortues adultes se prennent dans les filets dérivants principalement déposés par des pêcheurs du Surinam ou du Guyana pêchant illégalement dans les eaux guyanaises.
En 2006, 2 gardes animateurs de l'association Arataï ont été tués par des orpailleurs aux alentours du campement touristique des Nouragues. Ce double meurtre a causé un grand émoi en Guyane (manifestations), mais également dans l'ensemble de la communauté scientifique internationale en raison de la proximité de la station expérimentale CNRS des Nouragues située non loin. Cette dernière avait été attaquée en 2004 par des orpailleurs pour voler du matériel de chantier destiné à la mise en place d'un nouveau système d'étude le la forêt. Cette station isolée au milieu de la forêt qui accueille des chercheurs du monde entier est désormais gardée par des gardes engagés par le CNRS (Le Monde du 16 juin 2006, Guyane : la malédiction de l'or jaune, Laurent Marot).

## Menaces

### L'exploitation forestière
L'exploitation forestière est resté modeste en Guyane. Elle y est difficile en raison du manque d'accès (pas de route, pas de port industriel, pas de scieries importantes ni papeteries) et du climat difficile, mais la construction d'une transamazonienne Est-Ouest reliant Cayenne à Saint-Georges de l'Oyapock a permis de desservir de nouveaux massifs. 
Les méthodes employées par les exploitants ne sont pas respectueuses de la forêt à bien des niveaux, et cette forêt est rendue fragile par une couche humique souvent faible voire presque inexistante, et parce que la roche-mère est souvent imperméable. Les coupe rases risque de détruire les sols, de même que le passage d'engins lourds les dégradera.
Le secteur forestier n'est pas encore assez développé en Guyane pour infliger un impact trop important. Les employés de l'ONF essaient de trouver des solutions acceptables au problème. Les pistes forestières qui desservent les massifs forestiers du littoral pour l'exploitation forestière sont par ailleurs souvent employées à d'autres fins : orpaillage, chasse...
Le climat se prête mal à l'élevage ou aux cultures de soja pour lesquels il est nécessaire de déforester comme dans les pays plus au nord et plus au sud de le Guyane. De manière générale, l'agriculture industrielle est improductive sur ces sols très pauvres, acides, sensibles à l'érosion. Les tentatives de plantation d'arbres se sont pareillement soldés par des échecs. Des recherches sont cependant en cours pour développer la culture de soja et de maïs afin de fournir de la nourriture aux animaux (tout est actuellement importé). Le développement de la canne à sucre pour répondre aux demandes de biocarburants a également été suggéré. Seules quelques vastes rizières gagnent du terrain dans la région de Mana, mais sont de moindre importance qu'au Suriname.

### Changement climatique
Le CNRS a analysé deux inventaires floristiques détaillés faits à 10 ans d’intervalle (1995 et 2005). Le constat est celui d'un  effondrement de la biodiversité végétale, qui ne semble pourvoir être expliqué que par un réchauffement global du climat en Amérique du Sud (Le réchauffement a été au moins deux fois plus intense en Guyane et Amazonie (+2 °C en 50 ans) que pour la moyenne du monde, avec des années caniculaires de plus en plus fréquentes).
Ces résultats proviennent d’un suivi d’une surface jugée représentatives de l'inselberg des Nouragues (Le site des nouragues est une réserve, mais aussi une station permanente de recherches du CNRS, située en pleine jungle). Les inselbergs sont géologiquement isolés, peu accessibles et ainsi protégés de la plupart des impacts humains. Ce sont en Amazonie les lieux les moins exposées aux impacts des routes (il n’y en a aucune), de la déforestation ou de l’orpaillage… et par ailleurs, la forêt guyanaise est l’une de celles qui dans le monde ont été globalement les mieux préservées des activités humaines, bien que localement en voie de dégradation. Les inselbergs sont intéressant à suivre, parce que « hotspots » locaux de biodiversité, et parmi les milieux exposées aux impacts d’une augmentation des aléas climatiques, car émergeant de la canopée et plus vulnérables aux canicules, et à une éventuelle augmentation des UV. Leur situation y exacerbe l’amplitude des chocs thermiques et de modifications climatiques dont les impacts sont ailleurs plus discrets ou pouvant être confondus avec d’autres causes (routes, déforestation, orpaillage…) ; 

Un suivi plus long est nécessaire pour dégager des tendances à long terme, mais  le CNRS qualifie la situation d’alarmante : Un cinquième de la biodiversité végétale (du nombre d'espèces végétales)  n'aurait pas été renouvelé en 10 ans, quelle que soit l'échelle d'étude considérée. Autrement dit : Les individus morts ne sont plus naturellement compensés par les naissances pour une espèce sur 5. Ce sont les stades juvéniles (plus vulnérables aux sécheresses) qui disparaissent le plus pour les arbres et les arbustes, avec 1 espèce sur 4 n’ayant pas produit de nouvelle génération en 10 alors que les espèces communes et ubiquistes résistent mieux. 
Contrairement à ce que prédisait la théorie, ce sont ici tous les types de végétaux qui sont touchés, ce qui fait dire au CNRS qu’il  s'agit bien d'une « crise écologique majeure, liée au réchauffement global actuel, s'ajoutant ainsi aux effets directs de la déforestation » et non d’un épiphénomène.

### Le développement des infrastructures routières

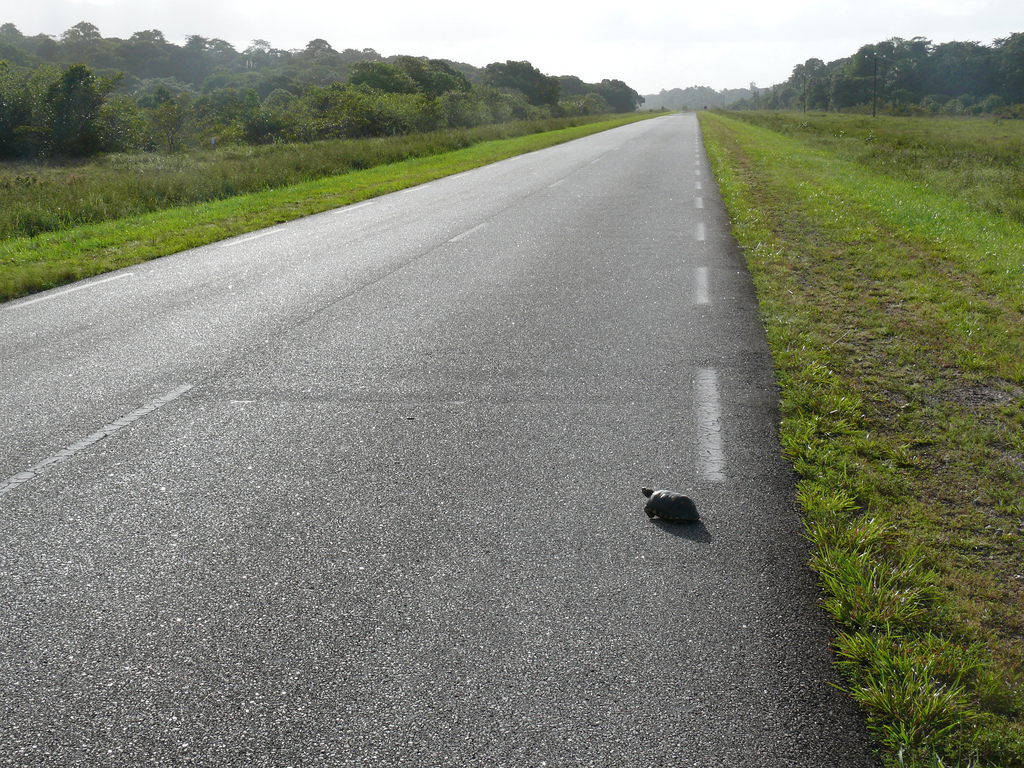
Route de Guyane française

Par rapport à la métropole, le réseau routier reste modeste, mais il s'étend régulièrement. 
Sur 1 300 km de routes officielles, 397 sont des routes nationales, essentiellement situées sur la bande littorale. La Région et l'État ont souhaité améliorer le réseau de l'île de Cayenne et la RN1 (route littorale) qui dessert Sinnamary, Iracoubo et Saint-Laurent du Maroni. Une nouvelle route (RN2) aussi nommée Transamazonienne Est-Ouest ou Transguyanaise inclut un tronçon guyanais de 80 km environ qui relie Cayenne à Saint-Georges via Régina, et le Venezuela au Brésil. Les travaux ont commencé en 1995.
Même si elles sont moins fréquentées qu'en France métropolitaine ou au Brésil voisin, et que le phénomène de roadkill y est réduit, ces routes sont d'importants facteurs de fragmentation écologique et elles rendent la forêt plus vulnérables à une exploitation et à une chasse anarchique. Hormis sur la récente RN2, peu de compensations écologiques existent, et quand elles existent, les écoducs (ici, conservation d'une canopée jointive) qui sont les lieux de passage presque obligé de nombreuses espèces animales au-dessus de la tranchée routière sont détournés par des chasseurs qui en ont fait un piège mortel. Ces écoducs sont également remis en question parce qu'ils constituent des endroits idéaux pour les braquages effectués par les clandestins. Leur efficacité est aussi critiquée : l'exploitation forestière qui a lieu 50 m derrière en fait des îlots de forêt accolés à la route plutôt que des zones de passage maintenant l'unité de la forêt. Ils constituent par ailleurs un danger pour les voitures : les chutes d'arbre et de branche sont un risque permanent. Il est actuellement prévu de les supprimer (2007).
En raison de leur caractère très artificiel, peu d'espèces typiquement forestières non volantes traversent les routes en Guyane. La RN1 sépare ainsi écologiquement les zones littorales des régions centrales. Néanmoins, hors de quelques axes principaux, le trafic automobile reste faible et son impact est généralement jugé négligeable. Localement la circulation peut cependant être importante : Fin 1999, on comptait 35 000 véhicules par jour sur les quatre voies de l'Axe Balata-Maringoin de l'île de Cayenne où circulent 90 % des flux entre le nord de l'île et le reste de la région. Le parc automobile a cependant fortement augmenté depuis cette date (les embouteillages n'existaient pas quotidiennement en Guyane en 1999).
Le développement de l'usage des quads a depuis peu rendu possible l'accès des zones desservies par de mauvaises pistes impraticables par des voitures, notamment en saison des pluies.
Des discussions perdurent depuis plusieurs décennies sur les coûts, inconvénients et avantages d'un désenclavement routier des communes du fleuve Maroni entre Saint-Laurent-du-Maroni et Maripasoula, certains craignant un développement de divers trafics (orpaillage, bois, viande de brousse et chasse illégale, espèces animales, biopiratage, etc.) dont on a vu dans les pays voisins qu'il était facilité par la création de routes, alors que la circulation traditionnelle sur le fleuve les limitait jusqu'ici. Par ailleurs les routes construites sur un sol fragile sont malmenées par les pluies, ce qui implique un entretien très coûteux et parfois dangereux, les urgences pouvant être assurées par les avions et hélicoptères, pour une empreinte écologique moindre, et sans nouvelle atteinte à l'intégrité écologique de la forêt.

### Le développement urbain

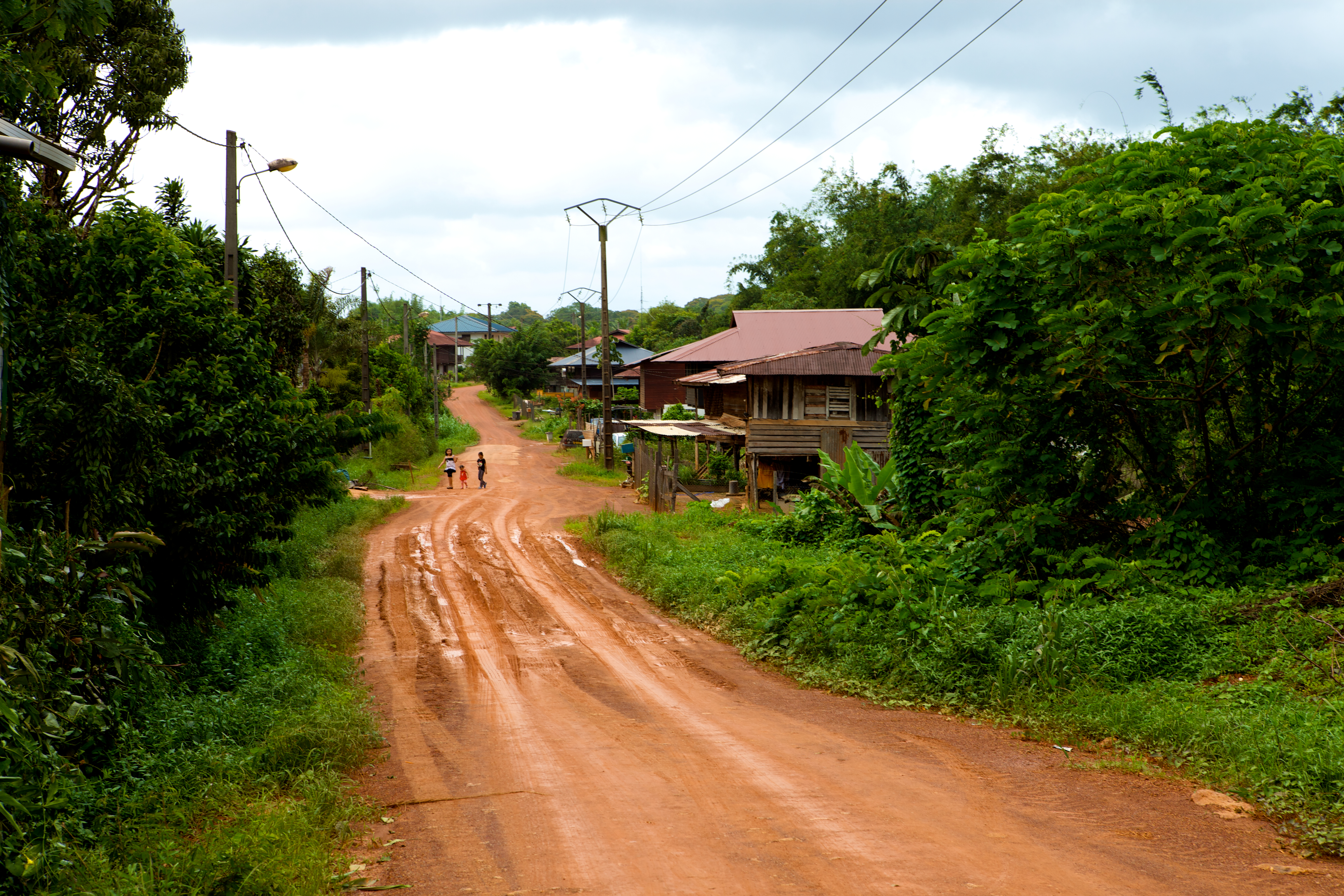
Village de Cacao

Dans les villes du littoral différents quartiers se côtoient groupant souvent les populations par origine ethnique et niveaux de richesse.
Le bétonnage, l'artificialisation sont bien moins important que pour d'autres territoires d'outre mer français. Il est en Guyane limité à quelques villes littorales et d'importance administrative ou économique (Cayenne, Kourou…). 
Très localement, un urbanisme sauvage, voire franchement clandestin se développe, préoccupant les administrations locales et nationales, lié aux immigrations clandestines, pour partie encouragées par le haut niveau de vie de la région et l'augmentation des cours mondiaux de l'or.
Le développement urbain fait appel à l'importation de matériaux et nourriture de métropole, amenée par avion pour une grande partie, ce qui augmente fortement l'empreinte écologique des villes telles que Kourou ou Cayenne.

### La chasse
La règlementation de la chasse en Guyane est assez simple : il n'y a pas besoin de permis de chasse ou de permis de port d'arme. Il existe cependant 3 niveaux de protection pour les animaux :
- les espèces intégralement protégées : kwata (atèle), saki-satan, saki à face pale, grand cabassou, ocelot, puma, jaguar (dans la limite de la mise en danger des populations), autres félins, aras et autres perroquets, caïman noir, tortues marines…
- les espèces chassables mais non commercialisables : paresseux, caïman à lunette, caïman rouge, toucans, tortue charbonnière, baboun (singe hurleur), macaque, etc.
- les espèces non protégées : pécari à lèvre blanche, pécari à collier, agouti, tatou à neuf bandes, maïpouri, cabiai, paca, agami, hoco, maraï, iguane.

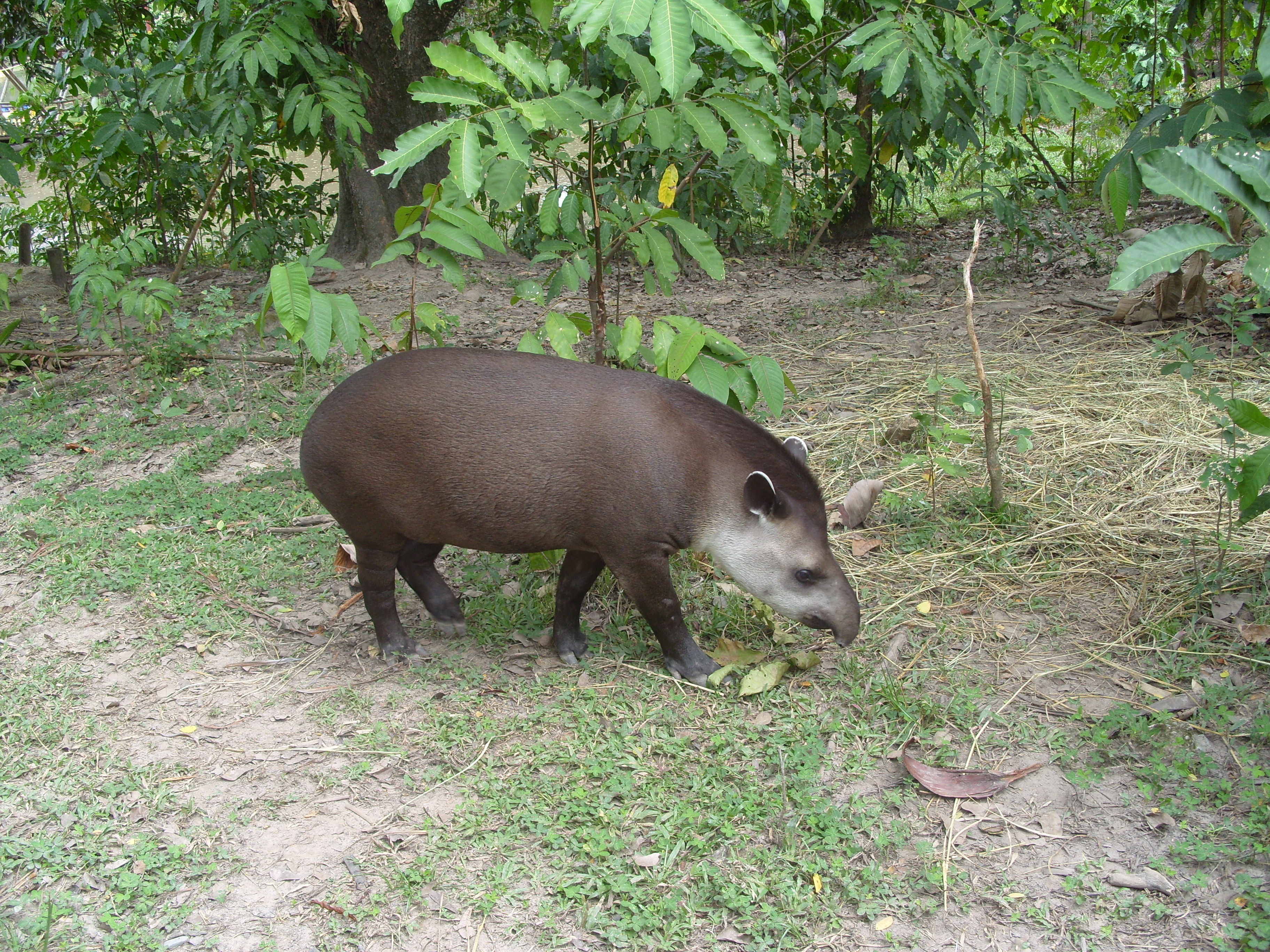
Un tapir

Il est intéressant de souligner le cas du maïpouri (tapir) : cette espèce assez sensible qui se reproduit lentement est protégée partout en France sauf en Guyane (la seule zone française où on en trouve), et partout en Amérique du Sud sauf en Guyane ! Son statut d'espèce non protégée est susceptible d'évoluer prochainement.
La chasse et la pêche en rivière constituent une part essentielle de la nourriture carnée pour certaines communautés isolées (amérindiens, bushi-nengués, orpailleurs clandestins, villages isolés comme Saül). Les populations concernées sont heureusement peu nombreuses et localisées, mais infligent par endroits une pression assez forte sur la faune. Les réglementations ne sont alors que rarement respectées et demeurent difficilement contrôlables.
Ailleurs et en sus pour les villes, ce sont les poissons pêchés dans les fleuves ou ramené de mer par une petite flottille de pêche, et la viande ramenée par des chasseurs "professionnels" qui alimentent pour une petite partie la population via les restaurants et marchés.
Le long de certains fleuves, on trouve dans les ripisylves des congélateurs dans lesquels les chasseurs déposent le gibier récemment tué, lequel est récupéré par des pirogues qui amènent de la glace et emportent cette viande de brousse en ville, avec le risque d'y trouver quelques pathogènes. La chasse est peu réglementée et peu contrôlée en Guyane, notamment au niveau des taux de mercure qui pourraient poser problème dans les poissons carnivores de rivière comme l'aïmara (les poissons de rivière sont cependant peu présents sur les grands marchés du littoral).
L'élevage et la pisciculture sont des solutions pour baisser la pression de chasse. Il est cependant difficile de les mettre en place dans les zones isolées où l'on en a le plus besoin. Il existe déjà de façon extensive sur le littoral mais ne permet pas de répondre à l'ensemble de la demande et son développement est limité par l'importation de la nourriture pour animaux. Le reste provient des importations de métropole ou du Brésil (illégal). Des tentatives de développement de la pisciculture sont également en cours. Il existe également un programme de domestication d'espèces animales sauvages (pécari).

### L'orpaillage
La Guyane, et le joyau forestier tropical unique en Europe qu’elle abrite, subissent les conséquences de l’exploitation aurifère (l’orpaillage). Et une question se pose : la phénoménale biodiversité guyanaise va-t-elle disparaître ? 
Cette interrogation, certes alarmiste, n’est pas sans fondement si l’on regarde ce qui se déroule dans ce département français. Des milliers et des milliers de clandestins, venus principalement de régions défavorisées du Brésil, exploitent le sous-sol riche en or, avec tous les problèmes que cela entraîne : pollution, déforestation, insécurité…
La filière légale est, elle aussi, critiquée. Elle cherche toutefois à améliorer son image et ses pratiques. « L’impact que l’activité légale a sur le milieu forestier est minime. Ça n’a rien à voir avec l’impact de l’activité clandestine », remarque cet opérateur minier officiel dans Guyane française, l’or de la honte.
L'orpaillage en Guyane se traduit souvent par une recherche anarchique voire illégale de l'or. Il pose de très sérieux problèmes de dégradation de l'Environnement et des conditions de vie et d'alimentation des populations autochtones, ainsi parfois que des garimperos orpailleurs.

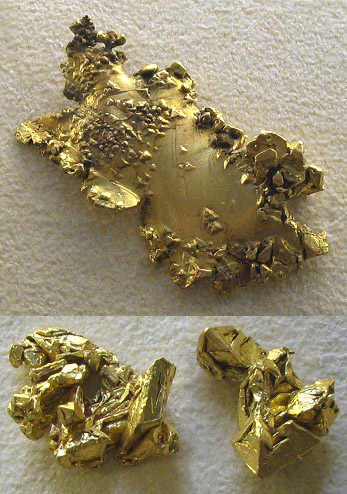
Pépites naturelles

Le mercure issu de l'orpaillage (illégal ou non) diffuse facilement dans l'environnement humide et acide où il prend une forme hautement toxique (méthylmercure) et très bioassimilable. L'orpaillage légal n'utilise plus de mercure à la suite de son interdiction en 2006. 
Plusieurs études de l'InVS et d'ONGs ont montré que le mercure contamine à des doses croissantes (de 1994 à 2005) les populations amérindiennes wayana pour lesquelles le poisson est la principale source de protéines. Dès 2001 une expertise collégiale coordonnée par l'IRD a été réalisée à partir de questions posées par les services de l’État en Guyane (DDASS, DIREN, DRIRE et DSV). Elle dressait le bilan des connaissances sur la présence, préoccupante, du mercure en Amazonie, sur ses effets sur l’environnement et la santé. Elle propose un certain nombre de recommandations opérationnelles d’intérêt non seulement local, mais régional.
Le mercure se concentre à des doses dépassant les seuils admissible dans les sédiments et les poissons. Il contamine la chaine alimentaire et se concentre dans le réseau trophique
Les impacts écologiques et sociaux de l'orpaillage illégal touchent l'image de la Guyane, mais peu ou prou une grande partie des consommateurs de poissons dans toute la région.
Plusieurs programmes scientifiques portant sur la pollution des fleuves, des écosystèmes et des populations par le mercure sont en cours, dont certains depuis plus de 10 ans.
En 2002, les premières opérations de gendarmerie (dites opérations anaconda) contre les orpailleurs illégaux ont permis de détruire des camps d'orpaillage clandestin. Par exemple, en octobre 2006, une opération menée en partenariat avec la gendarmerie française et la police fédérale brésiliennes a permis de détruire les pompes et matériels directement liés à l'orpaillage sur le placer "Sikini" situé sur un affluent français de l'Oyapock non loin de Camopi à la frontière franco-brésilienne. Le village situé côté brésilien n'a cependant pas été touché. En 2006, les principaux grands sites d'orpaillage clandestin semblent avoir été affaiblis. L'imagerie satellite permet de repérer assez facilement les sites d'orpaillage. Mais les petits chantiers, plus discrets se sont multipliés, et les frontières restent notoirement perméables aux trafics et passages de toutes sortes. Depuis l'apparition des GPS et de la téléphonie portable, elles sont encore plus difficiles à surveiller, notamment de nuit. Le BRGM qui a par ailleurs mis en ligne sur internet l'ensemble de ses données résultant des décennies de prospection en Guyane permet à chacun de savoir où installer son camp d'orpaillage.
Le problème de l'orpaillage est d'autant plus complexe qu'il implique des locaux. Le maire de Camopi a par exemple posé un ultimatum publié dans le journal France-Guyane : si les forces de l'ordre ne chassent pas les orpailleurs clandestins de Guyane, il promettait de se lancer lui-même dans l'orpaillage afin que les citoyens français en bénéficient aussi. En suivant son annonce d'effets, il emploie des brésiliens clandestins pour exploiter l'or de la Camopi et est ainsi devenu le premier amérindien-orpailleur de Guyane.
Pendant ce temps, des études prouvent que le mercure est dangereux sur 250 enfants tous sont infectés près du Maroni et 206 enfants de 5 à 12 ans présentent des problèmes assez graves niveau visuel.

### Le tourisme
Le tourisme est resté longtemps peu développé dans l'intérieur de la Guyane. Plusieurs expériences d'écotourisme et d'un tourisme qu'on pourrait qualifier de scientifique ont été faites, avec des associations et avec le CNRS dans la réserve des Nouragues. 
Le tourisme, et plus généralement la présence humaine, a eu quelques impacts négatifs sur le littoral (ex : destruction de mangroves pour lutter contre la papillonite et libérer des plages, construction d'hôtels par ailleurs rarement pleins, pulvérisations d'insecticides pour la démoustication, qui tuent les prédateurs des moustiques autant que ces derniers..). Ces inconvénients sont heureusement assez ponctuels et limités.
L'éco-tourisme est souvent cité par le conseil général et le conseil régional ou la DIREN comme un enjeu fort pour l'avenir de la Guyane.